# カラ・バジェマ
カラ・バジェマ（Kara Bajema、1998年3月24日 - ）は、アメリカ合衆国の女子バレーボール選手である。アメリカ合衆国代表。

## 来歴
ベリンハム出身。中学1年まではサッカーをしており、中学2年にはバスケットボールをしていた。その後バレーボールに興味をもち競技を始めた。リンデンクリスチャン高校時代はバレーボールとバスケットボールの両方の競技をした。高校卒業後はワシントン大学へ進学した。もともとはミドルブロッカーだったが、大学2年次にアウトサイドヒッターへポジション変更した。また、大学時代はビーチバレーの選手としても活躍した。2019年度のNCAA女子バレーボール選手権では5位となった。

### クラブチーム
大学卒業後の2020/21シーズンからはイタリアセリエAのカザルマッジョーレに入団し、プロ選手としてのキャリアをスタートさせる。2021/22シーズンはポーランドリーグのKS Developres Bella Dolina Rzeszówと契約し、リーグ優勝に貢献した。欧州チャンピオンズリーグに出場し5位となった。2022/23シーズンはトルコリーグのワクフバンクSKでプレーする。

### 代表チーム
2022年、アメリカ代表に初選出された。同年のネーションズリーグで代表デビューし、9-10月の世界選手権では4位となった。

## 球歴
- 世界選手権 - 2022年
- ネーションズリーグ - 2022年

## 所属クラブ
- ワシントン大学（2016-2020年）
- カザルマッジョーレ（2020-2021年）
- KSディヴェロプレス・ジェシュフ（2021-2022年）
- ワクフバンクSK（2022-2023年）
- パッラヴォーロ・モンツァ（2023-2024年）
- Jakarta BIN（2024年）
- サヴィーノ・デルベーネ・スカンディッチ（2024年-）